# Avila-Gonzague Bourbonnais
Pour les articles homonymes, voir Bourbonnais.
Avila-Gonzague Bourbonnais, né le 17 octobre 1859 et mort le 4 avril 1902, est un homme politique québécois. Il était le député nationaliste puis libéral de la circonscription québécoise de Soulanges de 1886 à 1902.